# Villa Imperiale de Pesaro

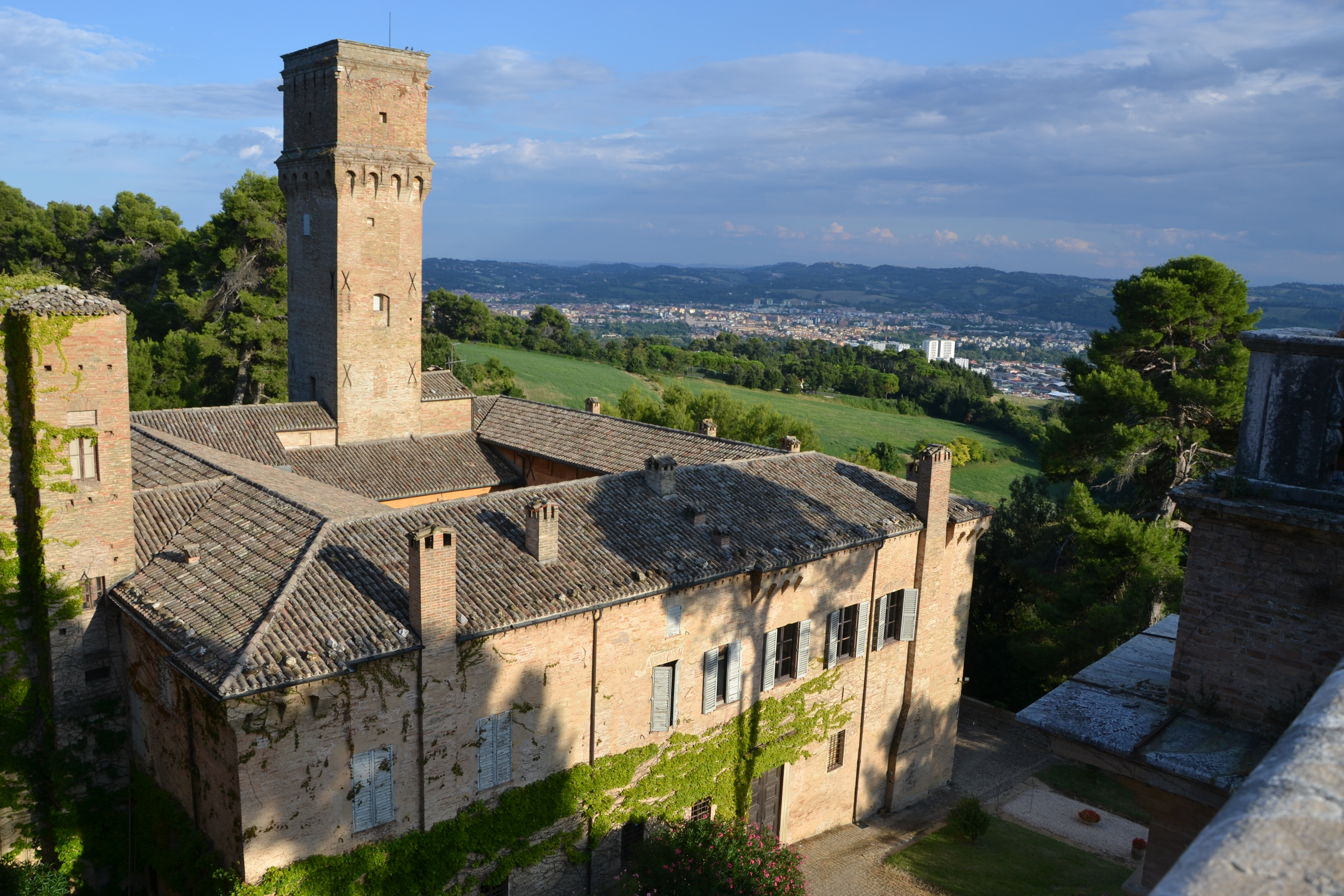
Villa Imperiale de Pesaro

O Villa Imperiale de Pesaro é uma casa palacial suburbana na área rural de Pesaro, construída e decorada por artistas dos períodos renascentista e maneirista. Atualmente ela é uma residência privada, mas os afrescos elaborados dos quartos e jardins estão disponíveis para o público.
Um castelo existia no local, supostamente construído a partir de 1452 por Alessandro Sforza quando visitado pelo Imperador do Sacro Império Romano Frederico III. A construção continuou até 1469.
Após várias disputas, Pesaro foi conquistada em 1521 por Francesco Maria I Della Rovere. Ele encomendou ao pintor e arquiteto Girolamo Genga a transformação (entre 1523-1538) do castelo em uma elegante Villa di Delizia. Sua mulher, Eleonora Gonzaga, mais tarde encomendou mais reformas por Pietro Bembo, incluindo a conclusão do cortile d'onore (pátio de honra).
A propriedade inclui terraços e intrincados jardins de estilo renascentista.
Os afrescos interiores empregaram um número de grandes pintores maneiristas, incluindo Dosso e Battista; Dossi; Camillo Mantovano; Raffaellino del Colle; Bronzino; e Francesco Menzocchi. Dentre os tópicos incluem os Trabalhos de Hércules, História da Família Rovere, Salão da Calúnia, as cariátides, amorini, e outras decorações.
Em 1635, a vila tornou-se propriedade dos Medici com o casamento de Ferdinando II com Vittoria della Rovere.
Caindo em desuso em 1763, a guarda da casa foi para a Câmara Apostólica da Igreja Católica. Em 1777, foi cedido pelo Papa Pio VI ao Príncipe Orazio Albani, irmão do ex-papa, Papa Clemente XI, e pai do cardeal Alessandro Albani. No século 19, muitos dos afrescos foram restauradas por Giuseppe Gennari. Muito desse trabalho foi removido durante as restaurações na década de 1970.